# Glyphocassis
Glyphocassis is een geslacht van kevers uit de familie bladkevers (Chrysomelidae).
De wetenschappelijke naam van het geslacht werd in 1914 gepubliceerd door Spaeth.

## Soorten
- Glyphocassis spilota (Gorham, 1885)
- Glyphocassis trilineata (Hope, 1831)